# Hoplobunus osorioi
Hoplobunus osorioi is een hooiwagen uit de familie Stygnopsidae.